# Mangrove Capital Partners
Mangrove Capital Partners est une société de capital risque basée au Grand-Duché de Luxembourg et investit dans des sociétés européennes qui développent des solutions logicielles innovantes pour les entreprises et pour le grand public. Le directeur associé et fondateur est Gérard Lopez.